# Veritas magis amicitiae
 Veritas magis amicitiae лат. (изговор:веритас магис амициције). Истина је јача од пријатељства.)

## Поријекло изреке
Није познато ко је ову изреку у овом облику рекао.

## Изрека на други начин
Amicus Plato, sed magis amica veritas  - Драг ми је Платон, али ми је дража истина. ( Аристотел) - дјело „Етика“ .

## Тумачење
И на један и на други начин изрека упућује на непристрасност и самосталност мишљења. Истина је врховни интегритет и примјерен јој је једино такав човјек.  «...било би пожељно и заиста би се чинило да је обавезно, нарочито за филозофа, жртвовати чак и оне најближе личне везе у одбрани истине. Обје су  драге, али ипак смо дужни да преферирамо истину».